# ER2 (曲)
『ER2』（イーアール ツー）は、関ジャニ∞の楽曲。2014年8月6日にインペリアルレコードから29枚目のシングルとして劇中キャラクター「エイトレンジャー」名義で発売された。

## 概要
- 前作『オモイダマ』から約1か月振りのリリース。
- CDは初回限定盤A・B、通常盤の3形態で発売。
- 表題曲「ER2」は、強く生きていくためのメッセージを重厚なサウンドで聞かせる楽曲となっている[11]。
  - 同曲は、関ジャニ∞が主演する東宝配給映画『エイトレンジャー2』の主題歌である[11]。
  - 本作は、同映画のタイアップの為、劇中キャラクター「エイトレンジャー」名義での発売となった[11]。
- カップリングの「陽炎」は、前述の映画『エイトレンジャー2』の挿入歌である[11]。
  - 全形態共通で収録[11]。
- その他、通常盤のカップリングとして「そして強くなれ」を収録[11]。
- 初回限定盤には特典DVDを付属。
  - 初回限定盤Aの特典DVDには、表題曲「ER2」のミュージック・ビデオ（「一切合切ver.」）とメイキング映像を収録[11]。
  - 初回限定盤Bの特典DVDには、表題曲「ER2」のミュージック・ビデオ（「天地無用ver.」「天国と地獄ver.」「ギリギリ1カットver.」）を収録[11]。
  - 上述のMV4本は全て、同映画と同様に堤幸彦が監督を務めた[11]。
- 自身の関西デビュー日である2014年8月25日に自主レーベル『INFINITY RECORDS』を設立し、同日付で同レーベルへ移籍したことにより、テイチクエンタテインメントからリリースされた最後の作品となった。
- 2024年1月1日、デビュー20周年を記念し、過去にリリースされた全楽曲が各種音楽ダウンロードサービス、サブスクリプションサービスで配信されることに伴い、表題曲「ER2」がベストアルバム『GR8EST』の収録曲、同年1月24日には同曲がアルバム『関ジャニズム』の収録曲として配信開始され、同年1月31日には本作の全収録曲の配信も開始された[12][13][14]。

### 各形態概要
| 曲名           | 形態  | 形態  | 形態 |
| 曲名           | 初回A | 初回B | 通常 |
| -------------- | ----- | ----- | ---- |
| 陽炎           | ○     | ○     | ○    |
| そして強くなれ | ×     | ×     | ○    |

| 特典内容                        | 形態           |
| ------------------------------- | -------------- |
| 特典DVD（詳細は#特典DVDを参照） | 初回限定盤A・B |
| デジパック仕様                  | 初回限定盤A・B |

## 販売形態
- 発売日：2014年8月6日
  - 初回限定盤A（TECI-854：CD+DVD）
    - デジパック仕様

  - 初回限定盤B（TECI-855：CD+DVD）
    - デジパック仕様

  - 通常盤（TECI-856：CD）
- 発売日：2015年7月1日
  - 通常盤：再発売（JACA-5545：CD）
    - 自身の所属レコード会社を『テイチクエンタテインメント』から『INFINITY RECORDS』へ移籍したため、INFINITY RECORDSより再発売。
- 発売日：2019年7月12日
  - 通常盤：十五催ハッピープライス盤（JSNC-1529：CD）
    - 自身の配信アプリ『関ジャニ∞アプリ』対応のため、15%オフでの再発売。
- 発売日：2024年1月31日
  - 配信作品
    - デビュー20周年を記念した音楽ダウンロードサービスおよびサブスクリプションサービスでの配信[12][13][14]。

## チャート成績

### シングルチャート順位
- オリコンチャート
  - 初週208,282枚を売り上げ、2014年8月18日付の「オリコン週間 CDシングルランキング」で週間1位を獲得した[1][2]。
    - 16作連続、通算24作目のシングル1位となった[1]。
    - 「エイトレンジャー」名義では、前作『ER』に続き2作連続、通算2作目の1位獲得となった[1]。

  - 累計235,528枚を売り上げ、2014年8月度「オリコン月間 CDシングルランキング」で月間4位を獲得した[3]。
  - 累計241,824枚を売り上げ、2014年度「オリコン年間 CDシングルランキング」で年間27位を獲得した[4]。
- Billboard JAPAN
  - 2014年8月13日公開の「Billboard JAPAN Top Singles Sales」で週間1位を獲得した[6]。
  - 2014年度「Billboard Japan Top Singles Sales Year End」で年間13位を獲得した[7]。

### 各曲チャート順位
- Billboard JAPAN
  - 2014年8月13日公開の「Billboard Japan Hot 100」で表題曲「ER2」が週間1位を獲得した[5]。
  - 2014年度「Billboard Japan Hot 100 Year End」で表題曲「ER2」が年間37位を獲得した[8]。

## 収録曲

### CD
※「そして強くなれ」以降、通常盤・配信作品のみ収録。
1. ER2 - [3:50]
作詞・作曲：GAKU
編曲：久米康嵩
  - 東宝配給映画『エイトレンジャー2』主題歌[11]
2. 陽炎 - [4:02]
作詞：南口悠太、高橋浩一郎
作曲・編曲：高橋浩一郎
  - 東宝配給映画『エイトレンジャー2』挿入歌[11]
3. そして強くなれ - [3:38]
作詞：播磨秀彦
作曲：KANIFRACT、播磨秀彦
編曲：Peach
ブラスアレンジ：YOKAN
4. ER2 (オリジナル・カラオケ)
5. 陽炎 (オリジナル・カラオケ)
6. そして強くなれ (オリジナル・カラオケ)

### 特典DVD

#### 初回限定盤A
| #  | タイトル                           | 作詞 | 作曲・編曲 |
| -- | ---------------------------------- | ---- | ---------- |
| 1. | 「ER2」(Music Clip / 一切合切ver.) |      |            |
| 2. | 「ER2」(メイキング映像)            |      |            |

#### 初回限定盤B
| #         | タイトル                                  | 作詞  | 作曲・編曲 | 時間 |
| --------- | ----------------------------------------- | ----- | ---------- | ---- |
| 1.        | 「ER2」(Music Clip / 天地無用ver.)        |       |            | 3:58 |
| 2.        | 「ER2」(Music Clip / 天国と地獄ver.)      |       |            | 3:58 |
| 3.        | 「ER2」(Music Clip / ギリギリ1カットver.) |       |            | 3:58 |
| 合計時間: | 合計時間:                                 | 11:54 |            |      |

## 参加ミュージシャン
※アルバム『関ジャニズム』のクレジットより。
ER2
- Drums：濵﨑大地
- E.Bass：前原利次
- E.Guitar /all other instruments：久米康嵩

## 収録作品

### アルバム
ER2
- 7thアルバム『関ジャニズム』
- 2ndベストアルバム『GR8EST』

### 映像作品

#### ライブ映像
ER2
- 11thライブDVD/Blu-ray『十祭』
- 18thライブDVD/Blu-ray『関ジャニ'sエイターテインメント GR8EST』
- 43rdシングル『crystal』(期間限定-多謝台湾-盤 特典DVD)

#### ミュージック・ビデオ
ER2
- 2ndベストアルバム『GR8EST』(完全限定豪華盤 特典DVD)